# Ван Хайфэн
Ван Хайфэ́н (кит. трад. 萬海峰, упр. 万海峰, пиньинь Wàn Haǐfēng; 25 сентября 1920 — 31 марта 2023) — китайский военный деятель и политик, генерал-полковник (1988 год), депутат Всекитайского собрания народных представителей (1978—1983, 1988—1993).

## Биография
Родился в Гуаншаньском уезде в крестьянской семье. При рождении получил имя Маоту. Мать умерла, когда ему было 3 года.
В июле 1933 года в 12-летнем возрасте вступил в Красную армию Китая и получил от начальника имя Ван Хайфэн.
В 1935 году вступил в Коммунистический союз молодёжи Китая, в 1937 году — в Коммунистическую партию.
В 1949 году участвовал в нескольких сражениях Гражданской войны.
В 1952—1953 годах участвовал в Корейской войне в качестве заместителя командира дивизии Китайских народных добровольцев. В 1955 году присвоено звание старшего полковника.
С 1955 по 1959 год учился в Университете национальной обороны Народно-освободительной армии Китая. После его окончания назначен командиром пехотной дивизии. С 1972 года заместитель командующего Пекинским военным округом. С октября 1975 года — заместить начальника политотдела НОАК.
С октября 1982 года по апрель 1990 года — политкомиссар военного округа Чэнду. В сентябре 1988 года присвоено звание генерал-полковника (шанцзян).
Депутат Всекитайского собрания народных представителей (1978—1983, 1988—1993). В 1987—1992 годах — член Центральной комиссии советников КПК.
Вышел в отставку в сентябре 1998 года.

## Награды
- медаль 1 Августа 3-й степени,
- Орден Независимости и Свободы 2-й степени,
- Орден Освобождения 2-й степени,
- медаль красной звезды 2-й степени.